# Euophrys uralensis
Euophrys uralensis es una especie de araña saltarina del género Euophrys, familia Salticidae. Fue descrita científicamente por Logunov, Cutler & Marusik en 1993.
Habita desde Rusia hasta Asia Central.